# Eutrichosiphum davidi
Eutrichosiphum davidi är en insektsart som beskrevs av Raychaudhuri, D.N. 1956. Eutrichosiphum davidi ingår i släktet Eutrichosiphum och familjen långrörsbladlöss. Inga underarter finns listade i Catalogue of Life.